# 碘化铵
碘化銨（英文：Ammonium iodide），化學式為NH4I。常溫下呈無色結晶或顆粒。可溶於水、醋酸、氨，易溶於乙醇、丙酮；微溶於乙醚。碘化銨加熱後昇華，其氣體遇光及空氣會出現游離碘而呈黃色或褐色。

## 化学性质
碘化銨受熱分解：
{\displaystyle {\ce {2NH4I -> 2NH3 + I2 + H2 ^}}}